# جوزيف جيلين
جوزيف جيلين (مواليد 10 أغسطس 1914) هو ملاكم تشيكوسلوفاكي، مثّل بلاده في الألعاب الأولمبية الصيفية 1936.

## روابط خارجية
جوزيف جيلين على موقع أوليمبيديا (الإنجليزية)
- جوزيف جيلين على موقع اللجنة الأولمبية التشيكية (التشيكية)